# Seitan
El seitan és una preparació alimentària elaborada a partir de gluten de blat. Es tracta d'una massa de gluten pur que es fa bullir en un brou amb salsa de soja i algues kombu, la qual cosa l'enriqueix de sals minerals i lisina, l'aminoàcid essencial del qual són deficitaris els cereals. El producte final té una textura de "pa flonjo" similar a la carn i el seu alt valor proteic, sabor agradable i versatilitat de presentació fan que sigui empleat com a substitut de la carn en arrebossats, estofats, fregits, etc. Per la seva textura, color i riquesa és considerat com la carn vegetal per excel·lència. Al ser un preparat fet a partir de gluten de blat no és apte per a persones celíaques.

## Origen
El seitan va tenir els seus primers usos a la Xina com a ingredient per als fideus plans durant el segle VI. Tradicionalment s'anomenava miàn jīn, però també es coneixia com carn de blat. La seva popularitat va augmentar gràcies als budistes de la Xina, Japó i Corea que no menjaven carns i se'ls va ocórrer afegir aigua a la farina i van observar que una gran quantitat de midó i segó (la part exterior del cereal, és a dir, la coberta) era eliminada. Després de l'èxit que va tenir al continent asiàtic, va ser importat tant al continent europeu com als Estats Units sota el nom de seitan. Avui dia trobem seitan en tots els productes de gluten de blat cuits i condimentats que es poden utilitzar com a substituts de la carn, per la seva important aportació proteica i d'aminoàcids essencials.
Malgrat això, l'origen del seitan no està del tot clar, ja que el diccionari anglès d'Oxford descriu que va ser inventat pel pensador japonès Georges Ohsawa (1893-1966), que va ser el promotor de la macrobiòtica i podria ser la combinació de sei ('esdevenir') o de -sei ('fet de', com en el mot shokubutsu-sei, 'fe de verdura') i de tan (primera síl·laba de tanpaku, 'proteïna').

## Obtenció

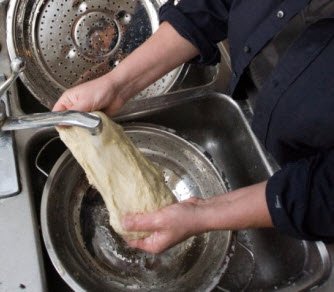
Rentat de la farina en l'elaboració manual del seitan

Els primers passos de l'obtenció d'aquest producte són la sembra i la recollida del blat. S'extreuen els grans de la planta del blat i es moleix per fer-ne farina. Un cop la tinguem, es col·loca en un recipient gran i s'afegeix aigua fins a aconseguir una massa que presenti una consistència similar a la del pa. A continuació, es deixa reposar la massa aproximadament 1 hora i coberta d'aigua i després es torna a amassar fins que l'aigua adquireixi un to blanquinós, cosa que indica que s'ha "netejat" la farina de blat, i per tant, s'ha eliminat el midó i només ha quedat el gluten. S'extreu l'aigua i es diposita la massa en un col·lador on es torna a rentar fins que l'aigua resultant no sigui de color blanc, és a dir, fins que sigui neta. El resultat final ha de ser una massa semblant a una goma. En els rentats s'ha d'alternar l'ús d'aigua freda i calenta, però l'últim ha de ser amb aigua freda per tal de contraure la matriu de gluten.Seguidament es bull la proteïna amb diferents ingredients per donar-li més gust i s'aconsegueix una textura molt similar a la de la carn.
Industrialment, es segueix el mateix concepte; en l'anomenat procés Martin, la massa de blat es renta amb aigua mentre passa a través d'un agitador cilíndric, de manera que el midó es separa de la massa de manera mecànica. La massa es mou al llarg de l'agitador, per tant, al final del procés només queda la massa de gluten. Per altra banda, pel mètode de massa o pasta (Batter process en anglès) es prepara una suspensió gruixuda (la pasta) de farina que es mescla durant hores per separar el midó del gluten. Al final, es passa la barreja per un tamís fi on els grànuls de midó es separen amb facilitat i posteriorment es fa un rentat per acabar de polir el producte final.
Han aparegut diverses modificacions basades en aquests processos com ara l'ús de centrífugues industrials per separar les fraccions o la utilització del gra de blat directament en comptes de la massa de farina, però aquesta última alternativa pot provocar problemes en etapes de separació posteriors.

## Usos
La introducció d'anàlegs de la carn als mercats occidentals és un desenvolupament relativament nou, que va començar als inicis del 1960, en canvi, productes com el tofu i el seitan s'han consumit a Àsia durant segles. El seitan en sí, només s'utilitza com a aliment alternatiu a la carn i el peix, però el seu element principal, el gluten de blat, pot tenir usos alternatius.
El seitan ofereix moltes possibilitats de presentació, especialment les reservades a la carn: bistec, guisats, a la paella, etc. És lleugerament esponjós si es consumeix directament, però pot adquirir diferents textures al cuinar-ho amb diferents aliments. A més a més, és un aliment ràpid i fàcil de preparar, i al cuinar-lo amb hortalisses, s'aconsegueix que sigui més fàcil de digerir. Per usar-se com a alternativa al peix, s'afegeix salsa de soja, pasta de miso o algues per aportar el sabor a mar característic, A més, algunes microalgues són fonts sostenibles de proteïnes i d'omega-3. Tot i això, el seitan no aporta els beneficis nutricionals associats al consum directe de peix i marisc.
Per altra banda, el gluten de blat s'usa majoritàriament en la indústria alimentaria, tal com es pot observar a la taula inferior, però degut a l'estructura i propietats úniques del gluten, s'ha expandit el seu ús a altres àrees.
| Usos                                                         | Amèrica del Nord | Europa | Austràlia | Japó | Mon |
| ------------------------------------------------------------ | ---------------- | ------ | --------- | ---- | --- |
| Rebosteria                                                   | 83               | 17     | 54        | 30   | 63  |
| Farina                                                       | 1                | 66     | 9         |      | 14  |
| Carns                                                        | 1                |        | 9         | 25a  | 5   |
| Cereals d'esmorzar                                           | 1                |        | 12        |      | 2   |
| Fideus                                                       |                  |        |           | 10   |     |
| Salsitxes                                                    |                  |        |           | 12   |     |
| Pinso per animals                                            | 12               | 13     | 13        |      | 8   |
| Altres                                                       | 2                | 4      | 3         | 23   | 8   |
| aInclou el gluten utilitzat per productes sintètics de peix. |                  |        |           |      |     |

El gluten també millora la utilització de carns de boví, porc i xai mitjançant un procés de reestructuració, que converteix talls de carn fresca menys desitjables en productes filetejats més agradables. En els productes carnis processats, el gluten és un excel·lent aglutinant en productes de llesca no específics on millora el tall i minimitza les pèrdues per la cocció durant el processament. No només s'utilitza en productes carnis, sinó que també es pot emprar en l'elaboració de formatges sintètics, cereals d'esmorzar (per ajudar a la textura), purés de fruita, salsa de soja i glutamat monosòdic, entre d'altres.
Pel que fa als usos no alimentaris no humans, la indústria de menjar per a mascotes és la més important. S'usa per aglutinar fragments de carn cuita i crua i per absorbir el suc de la carn, el qual es perdria durant el procés de cocció. Addicionalment, degut al seu preu relativament baix, la introducció de gluten pot contribuir als requeriments nutricionals. Per altra banda, també s'utilitza en pinsos per aqüicultura. És especialment útil perquè actua com un aglutinant alimentari, fet que permet substituir el midó o altres aglutinants que costen de digerir, i també confereix una textura de goma, preferible a l'extremadament dura del pinso original.
Si considerem un ús més industrial, la termoplasticitat i la capacitat de formar membranes del gluten, aquest es pot aprofitar per produir adhesius naturals, dels quals es poden modificar les propietats mitjançant la hidròlisi controlada. Aquests adhesius són útils en embenats mèdics sensibles a la pressió, per unir metalls pesants en processos industrials, eliminar tinta del paper de rebuig o solidificar olis de rebuig. També s'ha estudiat l'ús del gluten en membranes i biopolímers, indústries les quals podrien aprofitar el gluten provinent d'altres processos (aquell de baixa qualitat o que no sigui apte per alimentació), fet que impulsaria la indústria circular.

## Propietats del seitan

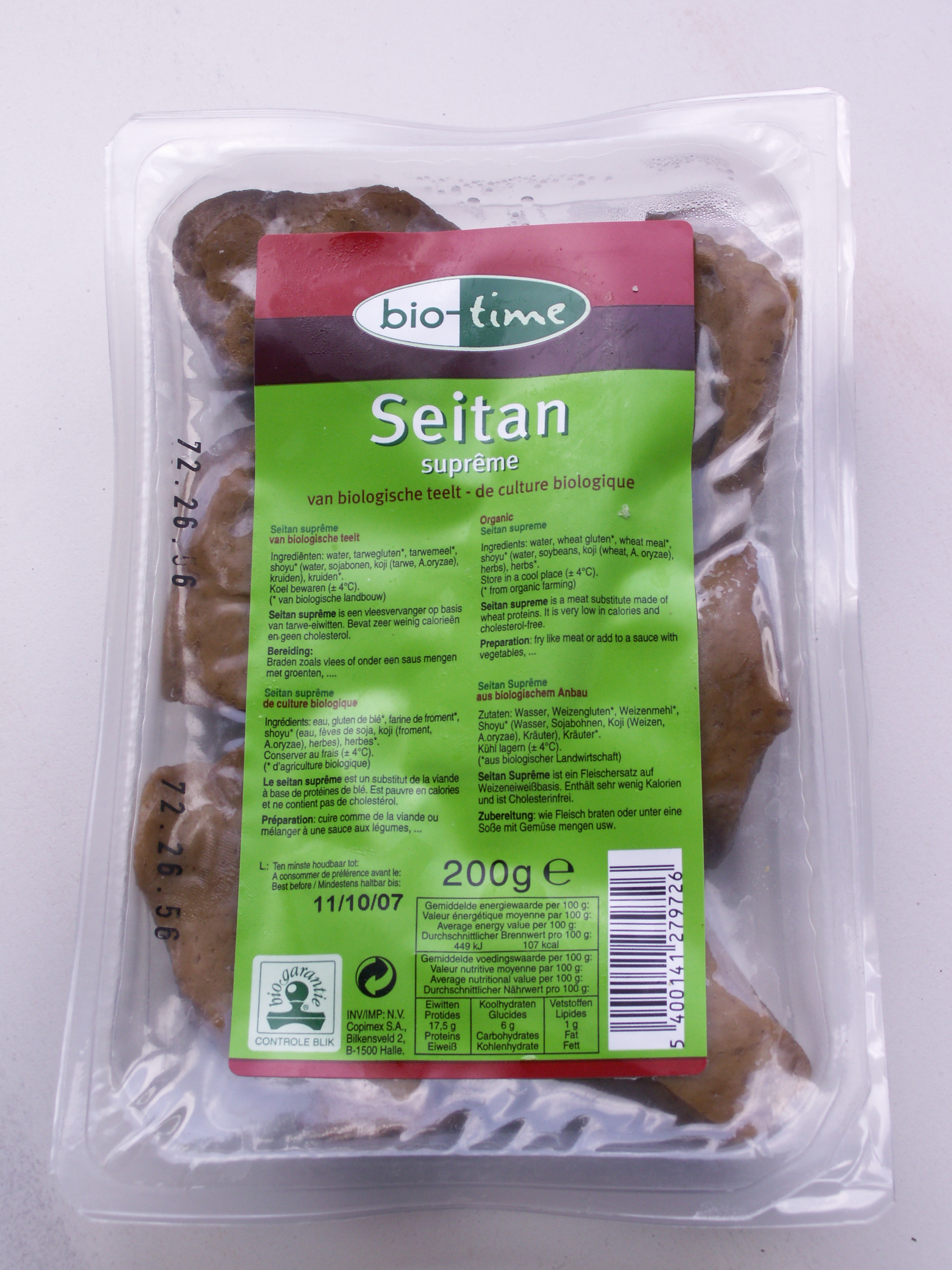
Seitan comercial empaquetat

El 80-90% del pes total del seitan és gluten, per tant, presenta una aportació molt elevada de proteïnes vegetals, és un aliment molt ric en potassi i calci, però no és una gran font d’aminoàcids essencials ja que és molt deficient en lisina. Els aminoàcids essencials són aquells imprescindibles per a l’organisme, el qual no és capaç de sintetitzar-los i per això els ha d’obtenir de l’alimentació. Si el nivell d’un d’aquests aminoàcids és deficient en la dieta, l'eficiència de la utilització dels altres aminoàcids essencials es veu compromesa afectant al desenvolupament general de l’organisme.
Nutricionalment, una porció de 100 grams de seitan conté 205.06 Kcal. Aquesta mateixa porció aporta 34.27 grams de proteïnes, 15.24 grams de carbohidrats i 0.78 grams de greix. En la taula es mostren els valors nutricionals d'una porció de 100 grams de seitan cru.
| Composició aproximada i valor energètic del seitan (g/100g) | Composició aproximada i valor energètic del seitan (g/100g) |
| ----------------------------------------------------------- | ----------------------------------------------------------- |
| Macronutrients                                              | Seitan                                                      |
| Humitat                                                     | 49.30                                                       |
| Proteïna                                                    | 34.27                                                       |
| Fibra                                                       | 0.16                                                        |
| Carbohidrats                                                | 15.24                                                       |
| Lípids                                                      | 0.78                                                        |
| Cendra                                                      | 0.25                                                        |
| Energia (Kcal/100g)                                         | 205.06                                                      |

En la taula es descriuen algunes propietats organolèptiques mitjançant una avaluació sensorial del seitan fregit i també del tofu fregit. Es tracta d'una comparació de les propietats dels dos aliments per part dels consumidors per veure quin és més acceptat. Tot i que el seitan presenta un millor perfil nutricional, s'observa que hi ha una major acceptació del tofu fregit.
| Avaluació sensorial del tofu i el seitan fregits (puntuació sobre 10) | Avaluació sensorial del tofu i el seitan fregits (puntuació sobre 10) | Avaluació sensorial del tofu i el seitan fregits (puntuació sobre 10) |
| --------------------------------------------------------------------- | --------------------------------------------------------------------- | --------------------------------------------------------------------- |
| Paràmetres                                                            | Tofu fregit                                                           | Seitan fregit                                                         |
| Sabor                                                                 | 9.55                                                                  | 8.70                                                                  |
| Color                                                                 | 9.45                                                                  | 8.60                                                                  |
| Olor                                                                  | 8.70                                                                  | 8.15                                                                  |
| Textura                                                               | 8.25                                                                  | 7.80                                                                  |
| Mossegada                                                             | 9.05                                                                  | 6.80                                                                  |
| Acceptació general                                                    | 9.00                                                                  | 8.01                                                                  |
| Pèrdua al cuinar                                                      | 26.76%                                                                | 2.15%                                                                 |

### Beneficis
Llista de les propietats i els beneficis més coneguts i importants:
- Gran contingut de proteïnes (constitueixen aproximadament un 24% del seu pes).
- Té l'avantatge que és un aliment més suau i digestiu que la carn.
- Si es combina amb altres aliments es poden obtenir plats nutricionalment molt complerts.
- Baix en calories.
- No té colesterol (com que és abundant en fibra vegetal, ajuda a reduir-ne els nivells).
- Conté molt poc greix (~1%).
- És excel·lent per augmentar el múscul i reposar els nivells de calci i minerals que trobem després de realitzar activitat física.
- Aporta ferro, vitamina B2 i lecitina.

A més, el seu consum pot ajudar a perdre pes ja que a part de característiques mencionades anteriorment, genera sacietat i controla la gana. També es beneficiós en persones amb problemes cardiovasculars i d'hipertensió arterial; doncs conté poc sodi i, com s'ha mencionat anteriorment, és pràcticament nul en greixos saturats o colesterol. Des d'un punt de vista vegetarià i vegà, és un bon substitut de la carn, ja que a part de no contenir ingredients d'origen animal, no conté els antibiòtics i les hormones utilitzades per engreixar els animals del ramat. Cal afegir que també és beneficiós pel que fa a impacte ambiental ja que es necessiten menys grams de cereals i menys litres d'aigua que per a la producció de carn.

### Inconvenients
El seitan conté una molt reduïda quantitat de lisina que és un aminoàcid essencial, de manera que si volem consumir un plat de seitan amb un valor nutricional elevat l'haurem d'acompanyar amb altres aliments que completin aquest dèficit, com per exemple les llegums. L'inconvenient més gran que trobem del seitan és que bàsicament és gluten i per tant, les persones amb problemes de celíaquia i intolerancia al gluten no poden consumir aquest aliment.

## Impacte

### Ambiental
Un dels impactes més importants que ha generat el seitan és a nivell ambiental, ja que s'ha conclòs en diverses investigacions que el seitan produeix només 46.6 kg d'emissions de CO₂ per cada 100 kg, si comparem amb la carn, la qual genera unes 6000 kg emissions de CO₂ per cada 100 kg, però fins i tot, l'emissió de CO₂ per part de la producció de formatge i pollastre és mes gran que la del seitan (2100 kg i 600 kg, respectivament). Per exemple, podríem menjar fins a 130 hamburgueses de seitan i es generaria la mateixa empremta de carboni que per una hamburguesa de vedella. Per això, després de comparar-ho amb altres aliments d'origen vegetal, es pot arribar a la conclusió que actualment el seitan és un dels productes més sostenibles de tots els temps. A part de generar un benefici ambiental, també pot comportar inconvenients, ja que com més quantitat de seitan es produeixi, més cultius de blat seran necessaris, i per tant, caldrà una explotació més elevada dels camps, que es considera una de les causes més destructives a nivell ambiental.

### Econòmic
En els últims anys hi ha hagut un increment en el nombre de consumidors que han substituït elements de la seva dieta i l'han convertit en vegetariana o vegana, fet que ha influït sobretot en aliments com el seitan a causa del seu gran contingut de proteïnes i baixos carbohidrats. Un estudi realitzat el 2019, descriu que un 40% dels consumidors evaluats està intentant reduir el consum de proteïna d'origen animal, mentre que el 10% evita la carn vermella completament. S'ha estimat que en un futur, el mercat mundial del seitan està destinat a créixer, aproximadament uns 67.91 milions de dòlars. Un dels motius, és el fet que s'està produint un increment de productes amb seitan en la indústria de l'hostaleria, com és en el cas dels Estats Units i països d'Europa Occidental, destacant la venda de menjar ràpid en establiments. A banda, s'ha pogut demostrar en estudis recents que al 2027 el seitan representarà el major percentatge de participació en el mercat respecte a productes substitutius de la carn convencional i s'espera que es produeixi sobretot a la regió pacífica d'Àsia. Un dels impediments que pot tenir aquest pronòstic són les variacions en els costos dels cereals, els quals s'ha de considerar que no només són utilitzats per a l'ús alimentari.